# Diaphania auricollis
Diaphania auricollis is een vlinder uit de familie van de grasmotten (Crambidae), uit de onderfamilie van de Spilomelinae. De wetenschappelijke naam van deze soort is voor het eerst voorgesteld als Phakellura auricollis door Pieter Snellen in een publicatie uit 1875.
De soort komt voor in Colombia en Ecuador.